# Az igazi levél nővéremnek
Az igazi levél nővéremnek Cseh Tamás és Másik János 2004-ben megjelent CD-je, a szövegeket Bereményi Géza írta. A felvételek 2001-ben, a Bárka színház 2001. május 12-ei és 23-ai előadásain készültek, ahol az Összes dalok időrendben sorozat részeként hangzott el a teljes, a Levél nővéremnek 1977-es felvételekor teljes terjedelmében lemezre nem kerülhetett változat.

## Az album dalai
1. A levél kezdete
2. BUDAPEST
3. Levélrészlet
4. PRESSZÓ
5. Levélrészlet
6. APA KALAPJA
7. Levélrészlet
8. A HATVANAS ÉVEK
9. JÓSLAT
10. NINCSEN MÁS
11. Levélrészlet
12. AZ ÉJFÉLI GYORS
13. JUTALOMOSZTÁS
14. Levélrészlet
15. VILÁGNÉZETI KLUB
16. HÓFÖDTE HÁZTETŐK
17. KÖLTÖZKÖDÉS
18. ALBÉRLŐ
19. A levél közepe
20. CUKIBABÁK
21. SZÉTSZÉLEDTÜNK
22. GLONG-GLONG-GLONG
23. AZ UTOLSÓ VILLAMOS
24. ÁLOMFEJTÉS
25. Levélrészlet
26. KERESZTBEN JÉGESŐ
27. A FURULYÁS EMBER
28. A levél befejezése
29. KÉZBESITÉS
30. KRAKKÓI VONAT

## Közreműködők
- Cseh Tamás: gitár, ének
- Másik János: gitár, bandoneon, ének